# Pont-de-Larn
Pont-de-Larn är en kommun i departementet Tarn i regionen Occitanien i södra Frankrike. Kommunen ligger i kantonen Mazamet-Nord-Est som tillhör arrondissementet Castres. År 2022 hade Pont-de-Larn 2 866 invånare.

## Befolkningsutveckling
Antalet invånare i kommunen Pont-de-Larn
| Referens: INSEE |